# Habitatge a la plaça de la Vila (Sant Feliu de Llobregat)
L'Habitatge a la plaça de la Vila és una obra de Sant Feliu de Llobregat (Baix Llobregat) inclosa a l'Inventari del Patrimoni Arquitectònic de Catalunya.

## Descripció
Habitatge estructurat en planta baixa i tres pisos superiors. La façana està plena d'obertures alineades que li donen un aspecte molt simètric a l'edifici. La façana és arrebossada de colors terrosos i amb algunes sanefes de tipus geomètric. Entre la planta baixa i el primer pis i el segon i tercer pis, trobem una motllura de pedra que separa els pisos. L'edifici és rematat amb una motllura amb mènsules de pedra. La coberta és de teula àrab.